# Мироненко, Виктор Иванович
Ви́ктор Ива́нович Миро́ненко (род. 7 июня 1953, Чернигов, УССР, СССР) — советский и российский политик и историк. Кандидат исторических наук.

## Биография
Родился в семье партийного работника, украинец. В 1975 году окончил исторический факультет Черниговского педагогического института (в 1973 году перевёлся из Нежинского в Черниговский). Член КПСС с 1975 года.
Трудовой путь начал в 1970 году слесарем Черниговского комбината химмических волокон.
1975—1976 — преподаватель Черниговского педагогического института, одновременно председатель профкома, секретарь комитета ЛКСМ Украины.
1976—1977 — срочная служба в Советской армии.
1977—1978 — ассистент кафедры истории КПСС и научного коммунизма Черниговского педагогического института, первый секретарь Новозаводского районного комитета ЛКСМУ г. Чернигова.
1978—1980 — секретарь Черниговского обкома ЛКСМ Украины.
1980—1982 — заведующий отделом пропаганды и агитации ЦК ЛКСМ Украины.
Август 1982 — март 1983 — второй секретарь ЦК ЛКСМ Украины.
1983—1986 — первый секретарь ЦК ЛКСМ Украины, член ЦК КПУ, депутат Верховного Совета УССР.
1986—1988 — кандидат в члены ЦК КПСС.
1986—1990 — первый секретарь ЦК ВЛКСМ.
1987—1989 — член Президиума Верховного Совета СССР.
1988—1990 — член ЦК КПСС.
С 1989 — народный депутат СССР от ВЛКСМ.
1990—1991 — первый заместитель заведующего отделом ЦК КПСС по связям с общественно-политическими организациями.
В феврале–декабре 1991 — секретарь Комитета по международным делам Верховного Совета СССР.
1991—1994 — советник по общественно-политическим вопросам правительства Московской области.
1992—1994 — председатель исполкома Всероссийского Союза «Обновление» (Гражданский Союз).
1994—1997 — исполнительный директор «Фонда 200-летия А. С. Пушкина».
1995 — работает в Общественно-политического движения «Моё Отечество».
1996 — руководитель предвыборных кампаний по выборам в Государственную Думу блока «Гражданский Союз».
1996 — руководитель предвыборного штаба М. С. Горбачёва на выборах Президента России.
1997—2001 — исполнительный директор Международного Института ЮНЕСКО «Молодёжь за культуру мира и демократии», работает в Институте Молодёжи.
1999—2001 — член Политсовета, секретарь по международным связям Российской объединённой социал-демократической партии.
В 2000 году — окончил аспирантуру Института Молодёжи и защитил кандидатскую диссертацию по теме: «Комсомол в период перестройки советского общества: в поиске новой модели союза и новой молодёжной политики. (1985—1990)».
С 2000 — докторант Московской социально-гуманитарной академии. Диссертация: «Российско-украинские межгосударственные отношения в 1991—2001 годы».
2001—2004 — секретарь-координатор Социал-демократической партии России (партия Горбачёва М. С.).
С 2004 — ведущий научный сотрудник Института Европы РАН.
С 2004 — главный редактор журнала «Современная Европа».
С 2008 — руководитель Центра украинских исследований Института Европы РАН.
В настоящее время — специальный советник президента «Горбачев-Фонда» М. С. Горбачёва.
Живёт в Москве.

## Научные интересы
Новая и новейшая история СССР — России (История Российской революции 1905—1991 гг.), история Киевской Руси и Украины, теория и практика современной социал-демократии, международные отношения.

## Публикации
- Мироненко В. И. «Воспитание идейной зрелости, политической активности молодёжи». Киев: «Знание», 1983.
- Мироненко В. И. «Комсомол: инициатива, творчество, ответственность». М.: Изд-во Агентства печати «Новости», 1987.
- Мироненко В. И. «Российско-украинские отношения в 1991—2002 годах. Историографический очерк». М.: Институт Европы РАН, 2004.

## Воинское звание и награды
- 1986 — Орден Трудового Красного Знамени.
- 1989 — приказом КГБ СССР присвоено внеочередное воинское звание полковника запаса.
- 2008 — Орден «За заслуги» III степени (19 ноября 2008 года, Украина) — за весомый личный вклад в донесение до мирового сообщества правды о геноциде украинского народа во время Голодомора 1932—1933 годов, активное участие в проведении Международной акции чествования памяти жертв Голодомора 1932—1933 годов «Неугасимая свеча»[1].
- Почётный знак ВЛКСМ.